# Armand Bédarride
Armand Bédarride est un avocat et franc-maçon français, né au Pré-Saint-Gervais le 24 avril 1864 et mort à Marseille le 5 décembre 1935.

## Biographie
Après de solides études classiques à Paris où il obtient son baccalauréat en 1882, il s'installe à Marseille en 1883 où il fait des études de droit. Il s'inscrit au barreau de la ville en 1887. Très jeune, il participe activement au mouvement laïque et social. Il collabore également à plusieurs journaux, revues politiques artistiques et maçonniques. En 1896 il est élu conseiller municipal de Marseille et adjoint au maire, réélu en 1900.

## Parcours maçonnique
Initié à la loge « La Réunion des Amis choisis » le 29 avril 1891, il s’implique dès que possible dans la gestion de l’obédience. Il est ainsi conseiller de l’ordre du Grand Orient de France de 1904 à 1907 puis de 1910 à 1913. Or en 1904 éclate l’affaire des fiches, une opération de fichage politique et religieux des officiers, réalisée par le Grand Orient à l’initiative du général André, ministre de la Guerre. Le scandale, qui entraîne la démission du ministre et du gouvernement Combes, est aussi un tournant dans la vie d’Armand Bédarride.
Il est attaqué par La Gazette du Midi, l’organe légitimiste marseillais, Le Soleil du Midi et Le Figaro, qui l’accuse d’avoir rédigé 26 fiches, sur laquelle figure son nom. Parmi elles, celle du colonel Couilleau, commandant le 141e RI, lequel provoque en duel Armand Bédarride, qui refuse car, dit-il, il n’est pas l’auteur de cette fiche. Dès lors, Bédarride est l’objet d’une campagne de diffamation qui lui vaut d’être radié du barreau en décembre 1904. Bien que réhabilité en Cour de cassation et réintégré au printemps 1905, il ne retrouve pas sa prospérité professionnelle et ses ambitions politiques sont ruinées. Dans les faits, l’affaire des fiches a peut-être brisé la carrière politique d’Armand Bédarride.
Dès 1923, il devient un auteur maçonnique prolifique. On lui doit d’abord des articles, puis des livres d’instruction régulièrement réédités. La maçonnerie n’est pour lui ni un marchepied ni un syndicat de recommandation mutuelle, mais plutôt un foyer d’études humanistes : « tout ce qui est humain intéresse le sage qui veut collaborer au bien de tous ». Cela autorise les maçons à s’éclairer entre eux sur la conduite à tenir dans la vie profane. Bédarride fustige donc l’égoïsme sous toutes ses formes et aboutit à une apologie de la fraternité.
Il a aussi été membre de la Société des Philalèthes (Philalethes Society).

## Hommages
La rue Armand-Bédarride (6e arrondissement) porte ce nom depuis 1937. Sous le régime de Vichy elle se voit réattribuer son ancien nom de rue Piscatoris mais le nom d’Armand Bédarride lui est rendu en septembre 1944 après la Libération.
Le Grand Orient de France est établi au n°24 de la rue depuis 1830, dans des locaux qui portent le nom de « temple Armand Bédarride ».